# Arcził Giełowani
Arcził Wiktorowicz Giełowani (ros. Арчи́л Ви́кторович Гелова́ни, ur. 14 listopada?/27 listopada 1915 we wsi Spatogori w guberni kutaiskiej, zm. 19 sierpnia 1978 w Moskwie) – radziecki dowódca wojskowy gruzińskiego pochodzenia, marszałek wojsk inżynieryjnych (1977).

## Życiorys
Syn księcia Wiktora Giełowaniego, znanego inżyniera-mechanika, i Any Szengelii. 1936 ukończył Gruziński Instytut Przemysłowy im. Kirowa i do 1939 pracował w truście „Iżstroj” w Tbilisi. Od 1939 w Armii Czerwonej, ukończył specjalne kursy przy Wyższej Wojskowo-Morskiej Szkole Techniczno-Inżynieryjnej, skierowany do służby we Flocie Czarnomorskiej, gdzie został głównym inżynierem obiektu floty w Mikołajowie. Od 1941 w WKP(b).
Od czerwca 1941 na froncie wojny z Niemcami, w sierpniu-wrześniu 1941 kierownik operacyjnej grupy wojskowo-budowlanej, która pod ostrzałem artyleryjskim i nalotami niemieckimi ustawiła 8 stacjonarnych baterii artylerii przybrzeżnej; baterie te pomogły Armii Czerwonej opóźnić marsz Niemców na Perekop. Od 1941 główny inżynier specjalnych konstrukcji, od 1942 szef specjalnej grupy budowlanej Floty Czarnomorskiej, kierował budową obiektów obronnych na Kaukazie, od czerwca 1944 kierownik budowy bazy w Mikołajowie, od 1945 kierownik prac budowlanych w Odessie.
Po wojnie był m.in. głównym inżynierem w wydziale budowniczym floty, zastępcą szefa głównego wojskowo-morskiego zarządu budownictwa Floty Czarnomorskiej, od 1962 szef Głównego Zarządu Inżynierii Wojsk Rakietowych Strategicznego Przeznaczenia, kierował budową praktycznie wszystkich obiektów nowych rodzajów Sił Zbrojnych. Od 1964 zastępca głównodowodzącego Wojsk Rakietowych ds. budów, od 1969 I zastępca szefa budowy i zakwaterowania Wojsk Ministerstwa Obrony ZSRR, od 1971 pierwszy szef nowo powstałej Państwowej Ekspertyzy Ministerstwa Obrony ZSRR, od marca 1974 zastępca ministra obrony ZSRR ds. budownictwa i zakwaterowania. Od 28 października 1977 marszałek wojsk inżynieryjnych. Pochowany na cmentarzu Nowodziewiczym.

## Odznaczenia, wyróżnienia i nagrody
- Order Lenina
- Order Wojny Ojczyźnianej I klasy
- Order Czerwonego Sztandaru Pracy
- Order Czerwonej Gwiazdy (dwukrotnie)
- Order „Za służbę Ojczyźnie w Siłach Zbrojnych ZSRR” III klasy
- Nagroda Leninowska
- Nagroda Państwowa ZSRR
- Honorowe obywatelstwo Sewastopola (1976)

Medale ZSRR i odznaczenia zagraniczne.